# Neckera enrothiana
Neckera enrothiana là một loài rêu trong họ Neckeraceae. Loài này được Meng-Cheng Ji mô tả khoa học đầu tiên năm 2009.